# Олбани (округ, Вайоминг)
О́лбани (англ. Albany County) — округ в штате Вайоминг, США. По данным переписи 2010 года население округа составило 36 299 человек (на 01.04.2000 года — 32 014 человека). Административный центр округа — город Ларами. В городе находится Вайомингский университет.

## История
Округ Олбани был образован 16 декабря 1868 года из площади округа Ларами на Территории Дакота, под юрисдикцией которой в то время находились земли современного Вайоминга. Олбани официально стал округом Территории Вайоминг 19 мая 1869 года.

## География
По данным Бюро переписи населения США общая площадь округа равняется 11 160 км2, в том числе:
- поверхность    суши — 11 067 км2 (99,16%);
- водная поверхность —       93 км2 (0,84%).

### Национальные охраняемые территории
- Национальный резерват Бамфорт
- Национальный резерват Хаттон-Лейк
- Национальный парк Медисин-Боу (часть)
- Национальный резерват Мортенсон-Лейк

### Смежные округа
|                    | Конверс            |               |
| Карбон             | Компас             | Платт, Ларами |
| Джэксон (Колорадо) | Лаример (Колорадо) |               |

## Демография
По данным переписи населения 2000 года в округе Олбани проживало 32 014 человек, 7 006 семей, насчитывалось 13 269 домашних хозяйств и 15 215 жилых домов. Средняя плотность населения составляла 3 человека на один квадратный километр. Расовый состав округа по данным переписи распределился следующим образом: 91,32 % белых, 1,11 % чёрных или афроамериканцев, 0,95 % коренных американцев, 1,7 % азиатов, 0,06 % выходцев с тихоокеанских островов, 2,22 % смешанных рас и 2,65 % — других народностей. Испано- и латиноамериканцы составили 7,49 % от всех жителей округа.
Из 13 269 домашних хозяйств в 23,9 % — воспитывали детей в возрасте до 18 лет, 42,0 % представляли собой совместно проживающие супружеские пары, в 7,5 % семей женщины проживали без мужей, 47,2 % не имели семей. 31,4 % от общего числа семей на момент переписи жили самостоятельно, при этом 6,2 % составили одинокие пожилые люди в возрасте 65 лет и старше. Средний размер домашнего хозяйства составил 2,23 человек, а средний размер семьи — 2,84 человек.
Население округа по возрастному диапазону по данным переписи 2000 года распределилось следующим образом: 18,4 % — жители младше 18 лет, 28,2 % — между 18 и 24 годами, 26,1 % — от 25 до 44 лет, 19,1 % — от 45 до 64 лет и 8,3 % — в возрасте 65 лет и старше. Средний возраст жителей округа составил 27 лет. На каждые 100 женщин в округе приходилось 106,7 мужчин, при этом на каждых сто женщин 18 лет и старше приходилось 106,4 мужчин также старше 18 лет.
Средний доход на одно домашнее хозяйство в округе составил 28 790 долларов США, а средний доход на одну семью в округе — 44 334 доллара. При этом мужчины имели средний доход в 31 087 долларов США в год против 22 061 доллар США среднегодового дохода у женщин. Доход на душу населения в округе составил 16 706 долларов США в год. 10,8 % от всего числа семей в округе и 21,0 % от всей численности населения находилось на момент переписи населения за чертой бедности, при этом из них были моложе 18 лет и — в возрасте 65 лет и старше.

## Главные автодороги
- US 30
- US 287
- I-80

## Населённые пункты

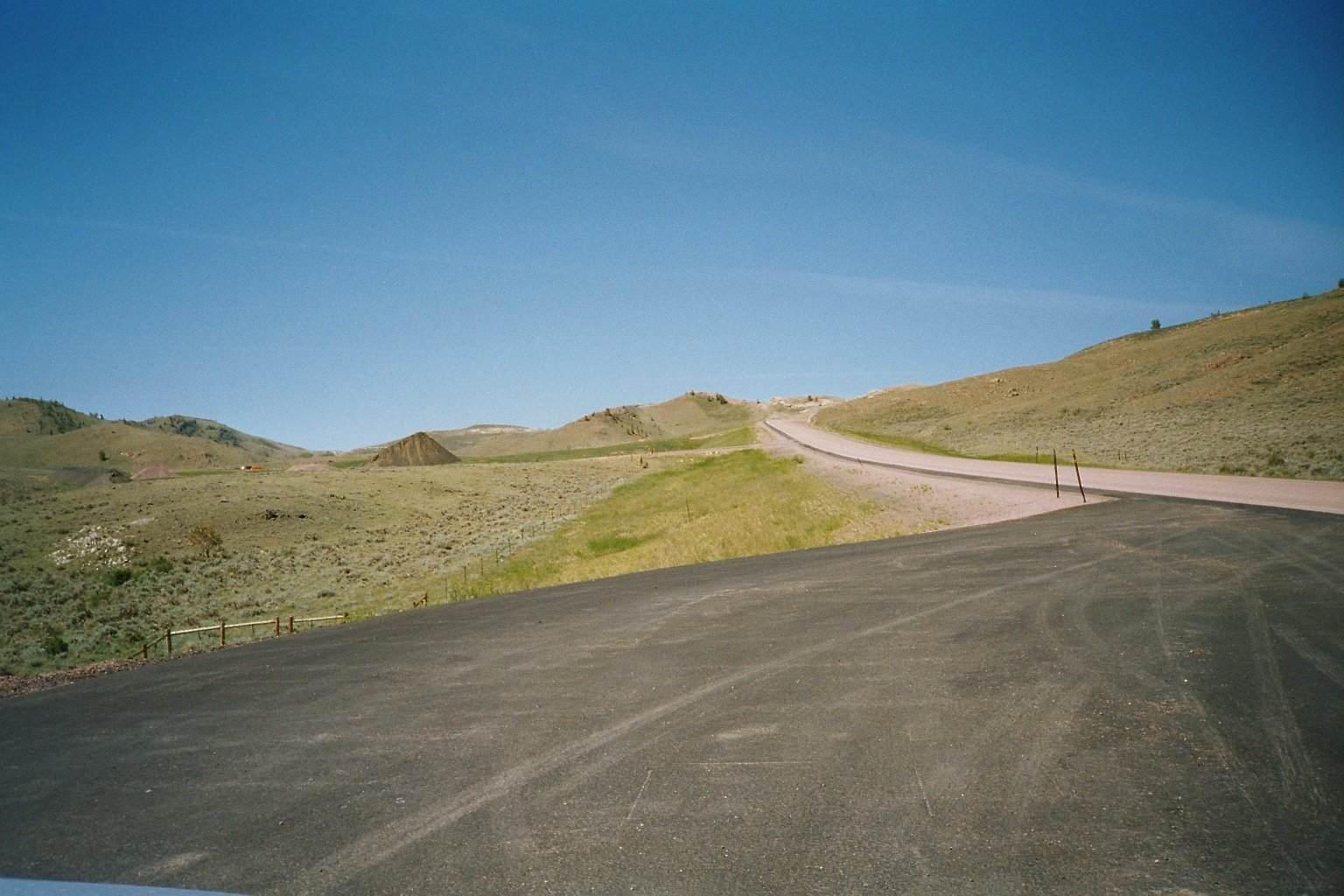
Мортон-Пасс (SR34), округ Олбани

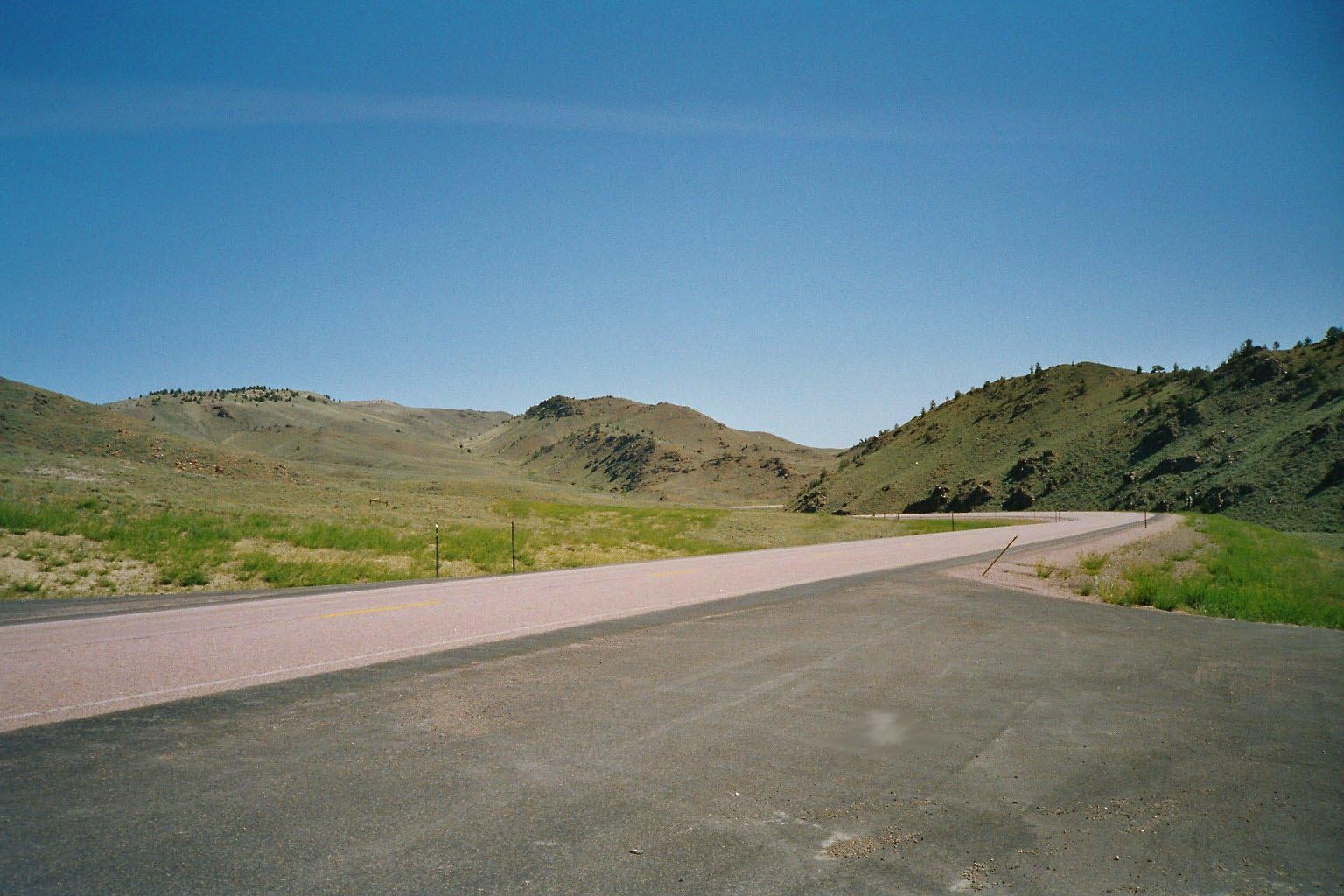
Мортон-Пасс (SR34), округ Олбани

### Города
- Ларами
- Рок-Ривер

### Статистически обособленные местности
- Олбани
- Сентенниал
- Вудс Ландинг-Джелм
- Фокс-Парк

### Другие
- Бослер
- Буфорд
- Гарретт
- Те-Бьютс
- Ти-Сайдинг